# Institut national des sciences appliquées de Rennes
Pour un article plus général, voir Groupe INSA.

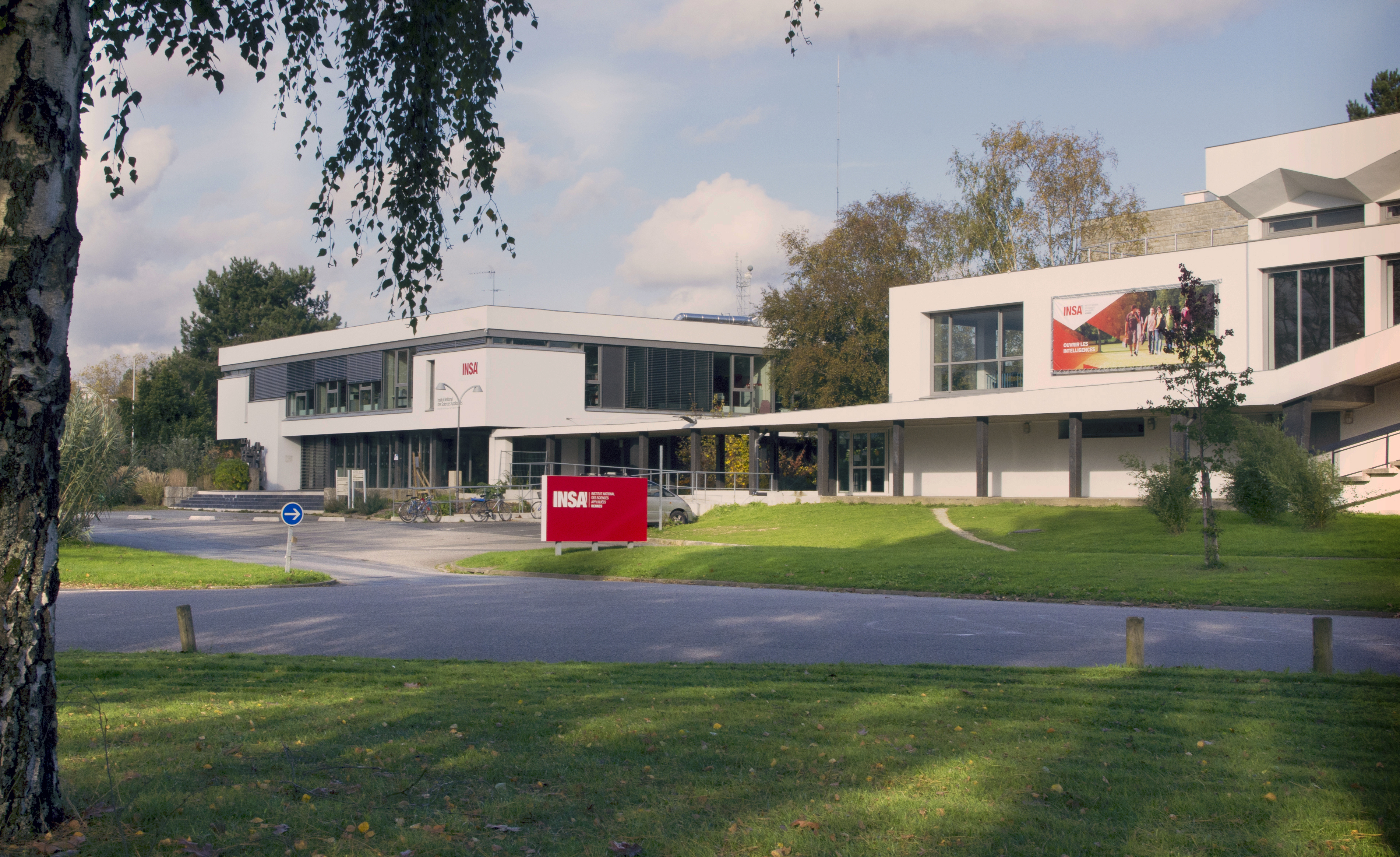
Entrée principale de l'INSA Rennes

L’Institut national des sciences appliquées de Rennes (INSA Rennes) est l'une des 204 écoles d'ingénieurs françaises accréditées au 1er septembre 2020 à délivrer un diplôme d'ingénieur.
L'institut est situé à Rennes dans le département français d'Ille-et-Vilaine en région Bretagne. Il fait partie du groupe INSA, qui forme chaque année près de 12 % des ingénieurs français. Créée en 1966, cette école publique, située sur le campus de Beaulieu, au sein de la Technopole Rennes-Atalante à l'est de Rennes, est la plus grande école d'ingénieurs de Bretagne.
L'école accueille 2 018 étudiants et délivre 305 diplômes d'ingénieur chaque année. Elle propose une formation post-bac en cinq ans permettant de se spécialiser parmi huit spécialités d'ingénieur différentes (dont deux en apprentissage).
L'INSA Rennes est également un centre de recherche, avec sept laboratoires de recherche dont cinq UMR du CNRS, en général associés à d'autres établissements universitaires. 
Au 1er janvier 2023, l'INSA Rennes est devenu un établissement-composante de la nouvelle université de Rennes,.

## Historique

Ancien logo, des années 1990 à 2014.

L’INSA Rennes est créé en 1966. En 1968, après les deux premières années préparatoires, trois spécialités sont ouvertes : Génie physique (GP), Génie Civil et Urbanisme (GCU) et Génie électrique (GE).
En janvier 1976, le département Informatique est ouvert, en partenariat avec l'université Rennes-I. Ce département prendra son indépendance en 1980 pour devenir une spécialité entière au sein de l'établissement.
En 1994, le département Génie Mécanique et Automatique (GMA) est créé, suivi du département Électronique et Systèmes de Communication en 1995, portant le nombre de spécialités à six.
En 2002, le département GE est renommé en Électronique et Informatique Industrielle (EII) et le département GP devient Matériaux et Nanotechnologies (MNT) afin de mieux cibler les besoins des entreprises. De même[Quand ?], le département ESC est renommé en Systèmes et Réseaux de Communication (SRC).
En 2011, le département MNT est renommé en Science et Génie des Matériaux (SGM). La CTI note la même année que l'école s'est également alignée sur plusieurs de ses critères, notamment le score minimum au TOEIC, où chaque étudiant doit désormais avoir un minimum de 800 afin d'être diplômé. La commission note également une amélioration de la part des cours donnée par des intervenants industriels et l'importance des sciences humaines au sein du cursus.
À partir de la promotion 2013, l'INSA Rennes rend obligatoire la mobilité à l'étranger, afin que chacun de ses élèves-ingénieurs ait une expérience à l'international. Cette expérience peut prendre la forme d'un stage à l'étranger ou d'un semestre Erasmus.
À la rentrée 2014, le département Génie Mathématique (GM) ouvre, soutenu par Cédric Villani.
Depuis la rentrée 2016, une nouvelle spécialité a vu le jour : Électronique - Systèmes Embarqués et Télécommunications (E-SET), par apprentissage ce qui est une nouveauté pour l'INSA Rennes.
Pour la rentrée 2020, la spécialité Génie Mécanique & Automatique (GMA) devait également s'ouvrir à l’apprentissage, ce changement a été repoussé à la rentrée 2021.
Depuis la rentrée 2021 la filière FISA (GMA en apprentissage) s'est ouverte. Le département SGM est renommé GPM (Génie Physique et matériaux), le département GM est renommé MA (Mathématiques appliqués) et le département SRC est renommé E&T (Électronique et Télécommunications).

## Organisation
L’INSA Rennes a le statut d’EPSCP et est membre fondateur de l'UBL - Université Bretagne Loire.
Elle est également cofondatrice de l'Université de Rennes, regroupement territorial ayant pour but de créer une grande université reconnue internationalement. Cette fondation a été créée en 2018[source secondaire souhaitée].

## Formation

### Ingénieur

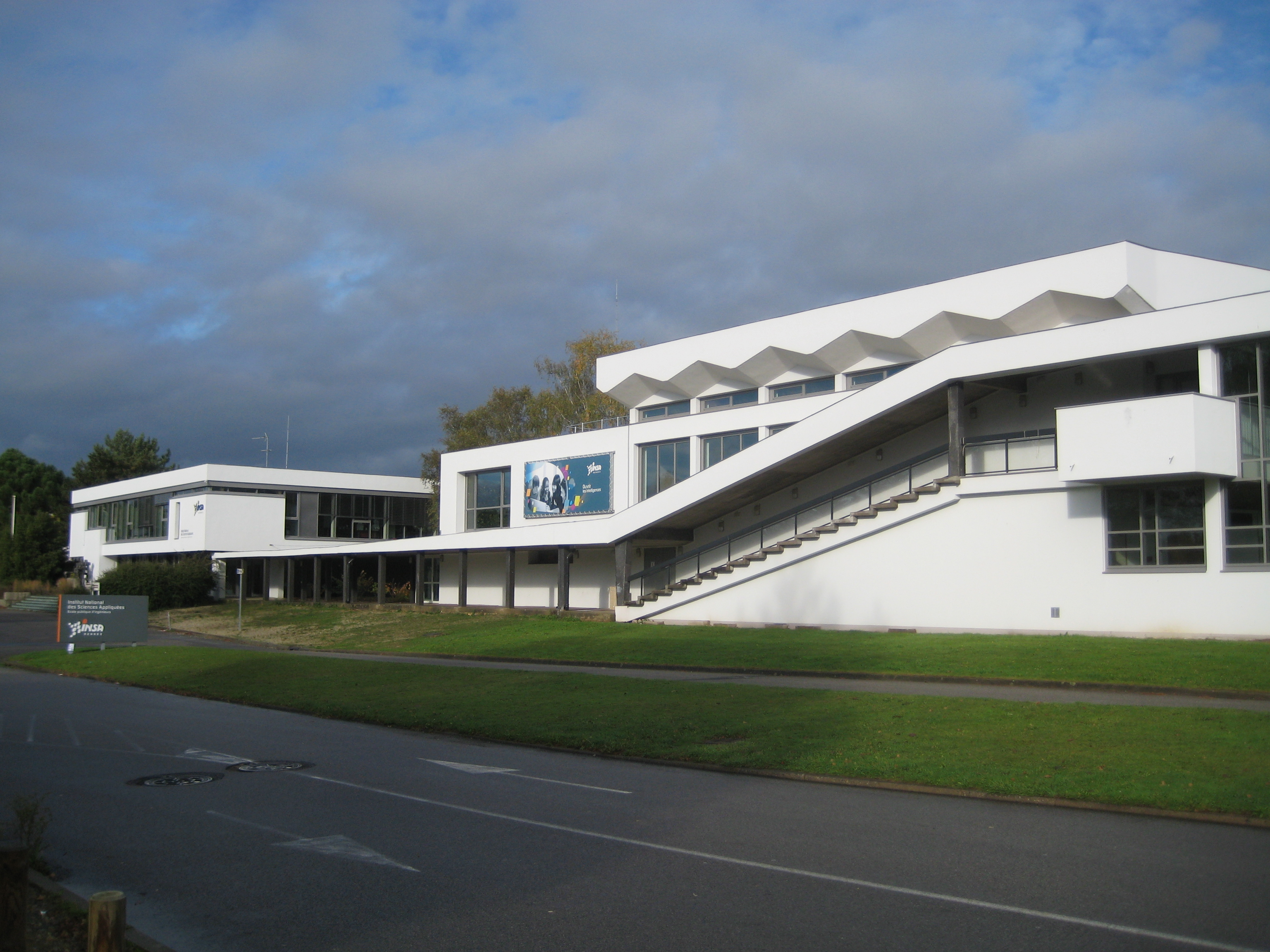
Entrée de l'INSA Rennes, avec à droite l'amphithéâtre Drissi

L’INSA Rennes propose un certain nombre de formations d’ingénieurs habilitées par le ministère de l'Enseignement supérieur, de la Recherche et de l'Innovation (France) après l’avis de la commission des titres d'ingénieur. Le cursus se déroule en deux temps : un tronc commun sur quatre semestres intitulé STPI (sciences et techniques pour l’ingénieur, 1er cycle) et un enseignement spécialisé d’ingénieur sur six semestres au sein d’une des spécialités d'ingénieur.
Les disciplines non scientifiques représentent 20 % des enseignements : langues vivantes, communication, gestion comptable et financière, gestion de projet, droit, marketing, management, éducation physique et sportive. Le « Projet Professionnel Individualisé» a pour but d’aider l’étudiant tout au long de son cursus à construire son projet professionnel, par des conférences ou visites d’entreprises, ainsi que des cours sur la connaissance de soi, des entreprises et du marché de l'emploi[source secondaire souhaitée].
Le diplôme peut également être obtenu par la procédure de validation des acquis de l'expérience. L'INSA Rennes organise également les épreuves pour obtenir le titre d’ingénieur diplômé par l’État.

#### Admission
La procédure d’admission est commune à tous les instituts nationaux des sciences appliquées. Il est possible d'intégrer l’école après le baccalauréat avec des spécialités scientifiques, ou des diplômes équivalents d’autres pays. Des procédures existent également pour intégrer l’école en deuxième, troisième ou quatrième année.

#### Spécialités
Cette section ne s'appuie pas, ou pas assez, sur des sources secondaires ou tertiaires indépendantes du sujet. Le texte peut contenir des analyses inexactes ou inédites de sources primaires.
Pour l'améliorer, ajoutez-en, ou placez des modèles {{Source secondaire souhaitée}} ou {{Source secondaire nécessaire}} sur les passages mal sourcés. (novembre 2022)
L'INSA Rennes propose huit spécialités d'ingénieurs réparties en deux pôles : Sciences &Technologies de l'Information & de la Communication (STIC) d'un côté ; Matériaux, Structures et Mécanique (MSM) de l'autre.
Les titres des différentes spécialités sont les suivants :
| Pôle                                                                 | Titre de la spécialité du diplôme d'ingénieur           | Sigle | Habilitation | Label   |
| -------------------------------------------------------------------- | ------------------------------------------------------- | ----- | ------------ | ------- |
| Sciences &Technologies de l'Information & de la Communication (STIC) | Électronique et Informatique Industrielle               | EII   | Maximale     | EUR-ACE |
| Sciences &Technologies de l'Information & de la Communication (STIC) | Mathématiques Appliquées                                | MA    | Maximale     | EUR-ACE |
| Sciences &Technologies de l'Information & de la Communication (STIC) | Informatique                                            | INFO  | Maximale     | EUR-ACE |
| Sciences &Technologies de l'Information & de la Communication (STIC) | Electronique et Télécommunications                      | E&T   | Maximale     | EUR-ACE |
| Sciences &Technologies de l'Information & de la Communication (STIC) | Électronique - Systèmes Embarqués et Télécommunications | E-SET | Maximale     | EUR-ACE |
| Matériaux, Structures et Mécanique (MSM)                             | Génie Civil et Urbain                                   | GCU   | Maximale     | EUR-ACE |
| Matériaux, Structures et Mécanique (MSM)                             | Génie Mécanique et Automatique                          | GMA   | Maximale     | EUR-ACE |
| Matériaux, Structures et Mécanique (MSM)                             | Génie Physique et Matériaux                             | GPM   | Maximale     | EUR-ACE |

Certaines spécialités ont changé de nom à la rentrée 2021 afin de respecter la nomenclature des spécialités de titres d'ingénieur.

#### Doubles compétences
L'INSA Rennes propose, en complément de ses spécialités, des parcours pour inciter ses étudiants à développer une double compétence.
Accessible à tous les étudiants, la filière Excellence sportive permet d'aménager son cursus afin de suivre une pratique sportive à haut niveau. De même, des filières liées à l'art permettent de se former aux métiers du théâtre, des arts plastiques, de la musique et de la lumière :
- Musique-Études, en partenariat avec le Conservatoire Régional de Rennes ;
- Arts plastiques-Études ;
- Théâtre-Études, en partenariat avec la Maison du théâtre amateur de Rennes (ADEC);
- Lumières-Études, en partenariat avec la Maison du théâtre amateur de Rennes (ADEC).

Il existe également des doubles-diplômes dans différents domaines : 
| Nom du double-diplôme                                   | Etablissement partenaire                           | Second diplôme obtenu              | Spécialité concernée     |
| ------------------------------------------------------- | -------------------------------------------------- | ---------------------------------- | ------------------------ |
| Modélisation en pharmacologie clinique et épidémiologie | Université de Rennes 1                             | Master                             | Mathématiques appliquées |
| Data science                                            | ENSAI                                              | Diplôme d'ingénieur                | Mathématiques appliquées |
| Advanced Studies and Research in Finance                | Institut de Gestion de Rennes (IGR)                | Master                             | Mathématiques appliquées |
| Actuariat                                               | EURo Institut d'Actuariat (EURIA)                  | Master et titre d'Actuaire associé | Mathématiques appliquées |
| Ingénieur - Manager                                     | Audencia                                           | Master                             | Toutes                   |
| Ingénieur - Manager                                     | Rennes School of Business (RSB)                    | Master                             | Toutes                   |
| Ingénieur - Manager                                     | Institut de Gestion de Rennes (IGR)                | Master                             | Toutes                   |
| Ingénieur - Manager                                     | Ecole de technologie supérieure (ETS), Montréal    | Maîtrise                           | Toutes                   |
| Master of Science - Innovation & Entrepreneurship       | Rennes School of Business (RSB)                    | Master                             | Toutes                   |
| Ingénieur-Architecte                                    | Ecole Nationale d'Architecture de Bretagne (ENSAB) | Diplôme d'Etat d'architecte        | Génie Civil et Urbain    |

Il est également possible de réaliser des doubles-diplômes internationaux, avec un grand nombre d'écoles partenaires.
Depuis la rentrée 2018, l'INSA Rennes propose également un double diplôme en 6 ans avec Sciences po Rennes. Ce partenariat vise à la formation de cadres ayant des compétences pluridisciplinaires, nécessaires pour répondre aux contraintes futures de l'ingénierie avec une connaissance des enjeux.
Enfin, l'INSA Rennes propose, via ses différents laboratoires, des Masters recherche pour les étudiants intéressés par le domaine de la recherche et la poursuite vers un doctorat.

### Autres
L’école propose également huit Mentions de Masters en « Sciences, Technologies, Santé », habilités avec d’autres établissements de la région, avec 12 parcours Master 2. Cette formation peut être suivie en parallèle de la 5e année du cursus ingénieur.

## Recherche
Cette section ne s'appuie pas, ou pas assez, sur des sources secondaires ou tertiaires indépendantes du sujet. Le texte peut contenir des analyses inexactes ou inédites de sources primaires.
Pour l'améliorer, ajoutez-en, ou placez des modèles {{Source secondaire souhaitée}} ou {{Source secondaire nécessaire}} sur les passages mal sourcés. (novembre 2022)
L’INSA Rennes est aussi un centre de recherche avec cinq laboratoires au statut d’Unité mixte de recherche associés au CNRS et à d’autres établissements universitaires et une équipe d’accueil. Intégrée à Rennes Atalante, et partenaire des établissements universitaires locaux. Ainsi environ 175 enseignants-chercheurs et 154 doctorants de l'INSA Rennes travaillent en collaboration dans les différents centres de recherche.
- cinq unités mixtes de recherche du CNRS :
  - Institut de Recherche en Mathématiques de Rennes (IRMAR)
  - Institut de recherche en informatique et systèmes aléatoires (IRISA)
  - Institut d’Électronique et de Télécommunications de Rennes (IETR)
  - Fonctions Optiques pour les Télécommunications (FOTON)
  - Institut des sciences chimiques de Rennes (ISCR)
- non liés au CNRS :
  - Laboratoire Fabrique de Pensée Critique (LFPC)
- une équipe d’accueil :
  - Laboratoire de Génie Civil et de Génie Mécanique (LGCGM)

## Classements
L'école est classée comme suit par rapport aux autres écoles d'ingénieurs françaises :
| Nom            | 2020 (Rang) | 2023 (Rang) |
| -------------- | ----------- | ----------- |
| L’Étudiant     | 45          | 40          |
| Le Figaro      | 53          | 12          |
| Usine Nouvelle | 49          | 72          |

## Vie étudiante
Sur le campus de 17 hectares, les étudiants bénéficient d'un foyer, de quatre résidences d'au total 820 chambres individuelles, toutes connectées à Internet, d'un restaurant servant déjeuner et dîner et de salles de sport[source insuffisante]. Les étudiants peuvent accéder aux ressources et structures de l'INSA en dehors des heures de cours, sur simple réservation. Le campus de l'INSA propose à ses étudiants une vie associative à travers plus de 50 clubs et associations.

### Les associations

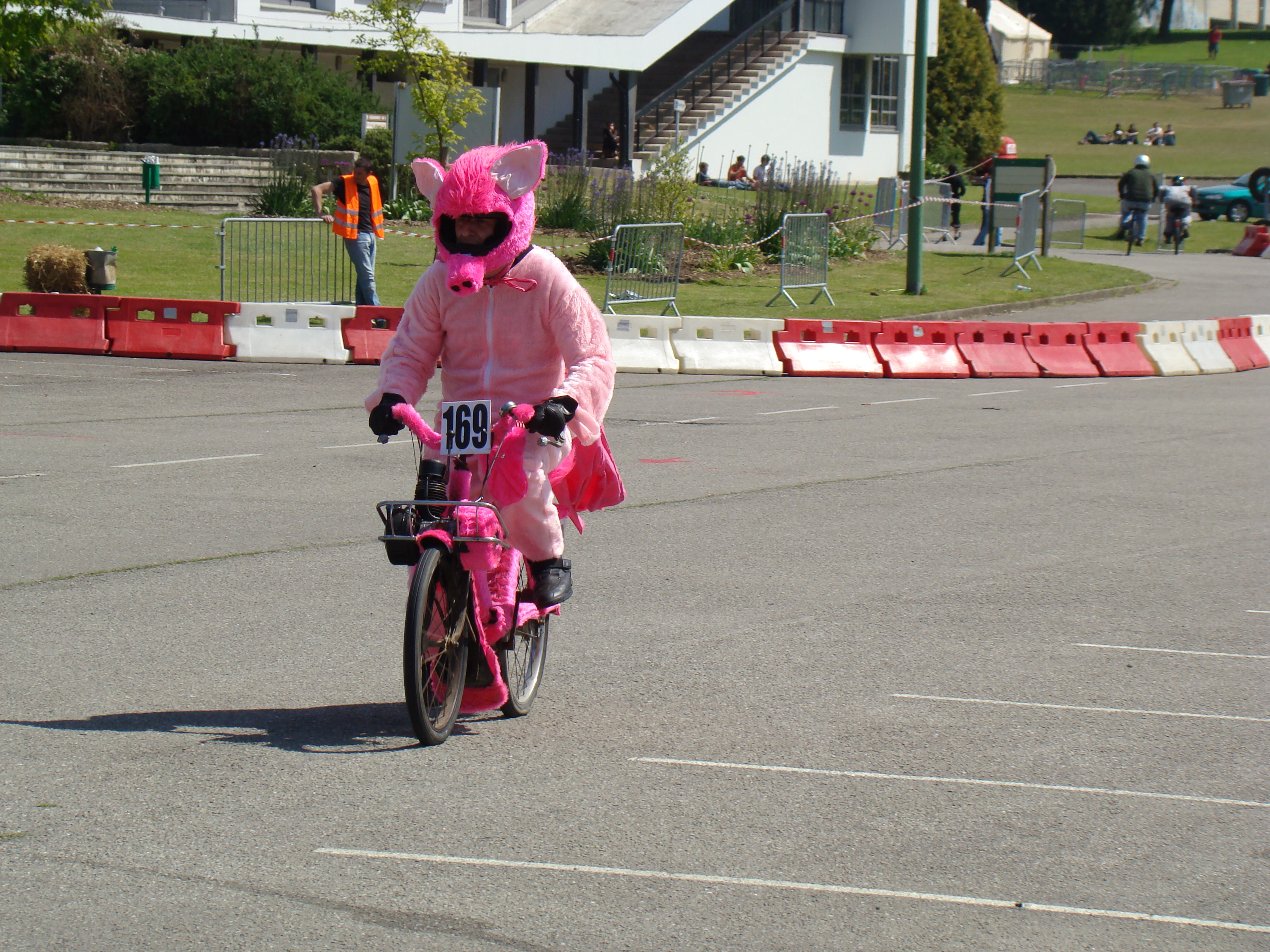
Rock 'n Solex, le festival étudiant le plus ancien de France

La vie étudiante de l'INSA Rennes est organisée dans le cadre de plusieurs associations, gérées par les étudiants.

### Rendez-vous de l'année
Le Rock'n Solex est le plus grand événement parascolaire de l'année sur le campus de l'INSA. Plus vieux festival étudiant de France, il est composé de courses de solex en journée et de concerts le soir, le tout pendant quatre jours, au mois de mai.

## Évolution démographique
Évolution démographique de la population universitaire 

| 2006  | 2007  | 2008  | 2009  | 2010  | 2011  | 2012  | 2013  |
| ----- | ----- | ----- | ----- | ----- | ----- | ----- | ----- |
| 1 395 | 1 462 | 1 417 | 1 476 | 1 656 | 1 699 | 1 748 | 1 746 |

| 2014  | 2015  | 2016  | 2017  | 2018  | 2019  | 2020  | 2021  |
| ----- | ----- | ----- | ----- | ----- | ----- | ----- | ----- |
| 1 799 | 1 795 | 1 891 | 1 980 | 2 062 | 2 054 | 2 049 | 2 066 |

| 2022  | - | - | - | - | - | - | - |
| ----- | - | - | - | - | - | - | - |
| 2 050 | - | - | - | - | - | - | - |

## Personnalités liées

### Étudiants
- Nguyễn Tiến Trung : cyberdissident vietnamien (diplôme d'ingénieur en informatique obtenu en 2007).
- Jérémy Roy[14], cycliste professionnel, major de sa promotion (diplôme d'ingénieur en mécanique obtenu en 2007).
- Armel Le Cléac'h[15], skipper professionnel français.
- Sylvie Thiébaux[16], chercheuse en informatique et universitaire française.
- Guillaume Pirouelle, skipper français.
- Ryad Boulanouar, ingénieur informaticien français.
- Agathe Guillemot, élève-ingénieure en génie civil et urbain, athlète française.
- Antoine Praud, élève-ingénieur, athlète français.
- Violette Dorange, élève-ingénieure, skippeuse française[17].

### Enseignant-chercheurs
- Yves Cochet, ancien Ministre de l'Aménagement du territoire et de l'Environnement, et objecteur de croissance.
- Abdellatif Miraoui, directeur de l'établissement du 14 décembre 2020 à octobre 2021, nommé Ministre de l'Enseignement supérieur, de la Recherche scientifique et de l'Innovation du Maroc le 7 octobre 2021.

### Sources primaires
1. ↑  L'international, sur insa-rennes.fr
2. ↑  « S’inscrire en première année »(Archive.org • Wikiwix • Archive.is • Google • Que faire ?), sur insa-france.fr
3. ↑  « Spécialités d'ingénieurs / Années 3-4-5 », sur insa-rennes.fr (consulté le 17 janvier 2021).
4. ↑  « L'INSA Rennes de nouveau accrédité par la Commission des Titres d'Ingénieurs », sur insa-rennes.fr, 27 novembre 2021 (consulté le 14 janvier 2022).
5. ↑  « Filière excellence sportive », sur insa-rennes.fr (consulté le 17 janvier 2015).
6. ↑  « Arts études », sur insa-rennes.fr (consulté le 17 janvier 2015).
7. ↑  « Doubles - Diplômes », sur insa-rennes.fr (consulté le 14 janvier 2022).
8. ↑  « Partir étudier à l'international », sur insa-rennes.fr (consulté le 14 janvier 2022).
9. ↑  « Masters Recherche », sur insa-rennes.fr (consulté le 22 mars 2018).
10. ↑  « Vivre sur le campus », sur insa-rennes.fr (consulté le 16 avril 2015).